# Oxyura
Az Oxyura a madarak (Aves) osztályába, ezen belül a lúdalakúak (Anseriformes) rendjének récefélék családjába tartozó nem.

## Rendszerezés
A nemet Charles Lucien Jules Laurent Bonaparte írta le 1828-ban, az alábbi fajok tartoznak ide:
- argentin kékcsőrű réce (Oxyura vittata)
- halcsontfarkú réce (Oxyura jamaicensis)
- szálkás réce (Oxyura australis)
- csuklyás réce (Oxyura maccoa)
- kékcsőrű réce (Oxyura leucocephala)
- andoki kékcsőrű réce (Oxyura ferruginea)[2]
- Oxyura vantetsi - kihalt